# Козлова, Наталия Дмитриевна
Козло́ва (Жу́кова) Ната́лия Дми́триевна (род. 26 марта 1934 года, Ленинград, СССР) — российская и американская журналистка, публицист, телеведущая, писательница. Почётный зарубежный член Российской академии художеств (2018).

## Биография
Родилась 26 марта 1934 года в Ленинграде.
Окончила Московский технический институт рыбной промышленности имени А. И. Микояна (1959).
Работала во Всесоюзном Государственном институте гидрогеологии и инженерной геологии (инженер, младший научный сотрудник, 1959—1966).
В 1960-е — 1970-е годы работала на Центральном телевидении как редактор, сценарист и ведущая телепрограмм. Создатель и ведущий рубрики «Для вас, родители», где в форме маленьких музыкальных пьес «Семья Скворцовых» выступала с артистами своего театра Наталия Сац.
Поэт Роберт Рождественский и композитор Оскар Фельцман написали к этой передаче песню-заставку: «Хотите ли, не хотите ли, но дело, товарищи, в том, что прежде всего мы родители, а всё остальное потом!». Песню исполняли поочерёдно Валентин Никулин и Людмила Гурченко.
Наталья Жукова — постоянный автор старейшей русскоязычной газеты в США «Новое русское слово», автор нескольких сотен статей, интервью, эссе.
Вместе с Евгением Рубиным и Сергеем Довлатовым принимала участие в еженедельных радиопередачах в рубрике «Нью-Йорк, Нью-Йорк» на радио «Свобода».
В 1990-е годы её статьи о художниках публиковались в «Литературной газете».
В 2005 году в издательстве «Зебра-Е» вышла книга Натальи Жуковой под названием «О…» — эссе об Анне Ахматовой, Надежде Мандельштам, Лидии Чуковской и Эмме Герштейн, Данииле Хармсе, Николае Олейникове.
2005—2006 годы — публикации в журналах «Искусство кино» и «Музыкальная академия».
2014 год — составитель и автор заключительной статьи в книге Лидии Жуковой «Эпилоги».
2014 год — в издательстве «Алетейя» вышла книга «Ошейник с кружевным воротником».
2017 год — в издательстве «Алетейя» вышла книга «Москва — Нью-Йорк: нечужие жизни».
Наталья Жукова — член Международной ассоциации искусствоведов, почётный академик Российской Академии Художеств.
С 2000 года живёт и работает в Париже.